# Beowulf (1999)
Beowulf ist ein US-amerikanisch-britischer Fantasyfilm aus dem Jahr 1999. Der Film von Graham Baker ist eine Literaturverfilmung des epischen Heldengedichts Beowulf.
Neben dem im Vordergrund stehenden Fantasy- und Science-Fiction-Charakter enthält der Film weitere großzügige Auslegungen der Vorlage. So hat z. B. König Hrothgar eine „Affäre“ mit Grendels Mutter, aus der dann Grendel selbst hervorgeht. Hrothgar ist hier also, abweichend vom Gedicht, der Vater von Grendel.

## Handlung
Eine der ersten Aufnahmen zeigt eine industriell aussehende Burg, welche die Grenze eines nicht näher benannten Königreiches verteidigt. Diese Burg wird von einem Ungeheuer heimgesucht, das Grendel heißt. Anfangs tötet es jede Nacht einen anderen Bewohner, der sich innerhalb der Mauern aufhält. Später, als der sich durch einen Belagerungsring kämpfende Held Beowulf die Burg erreicht, tötet das Monster unregelmäßiger und zum Schluss auch tagsüber.
Die die Burg belagernden Truppen glauben, dass das Böse aus der Burg seine Verbreitung ins Land findet, und sind vor Ort, um genau dies zu verhindern. Beowulf schafft den Durchbruch und wird von Hrothgar, der über die Burg herrscht, als willkommener weiterer Kämpfer aufgenommen (Zitat Hrothgar: „Bei uns ist es nicht sicher.“, Zitat Beowulf: „Das Risiko gehe ich ein.“). Dennoch wird Beowulf mit einem gesunden Misstrauen beobachtet.
Während Beowulf in die Burg einreitet, wird er unter anderem vom Soldaten Roland sowie von der Königstochter Kyra inspiziert. Roland liebt diese, doch Kyra entwickelt im Verlauf des Films ein merkliches Interesse an Beowulf.
In Rückblenden wird gezeigt, dass die ehemalige Königin Selbstmord beging und König Hrothgar eine Affäre mit einer unbekannten, jungen und sehr attraktiven Frau hatte. Diese ist eigentlich eine uralte Kreatur, die ursprünglich auf dem Land lebte, auf dem nun die Burg steht. Mit ihr hat Hrothgar einen Nachkommen: Grendel.
Beowulf und Grendel kämpfen gegeneinander, wobei beide verletzt werden, sich jedoch wieder von diesen Verletzungen erholen.
Später kämpfen Beowulf und Grendel erneut. Dabei gelingt es dem Helden, einen Arm vom Ungeheuer abzutrennen, den er den anderen Mitstreitern als Trophäe präsentiert. Daraufhin feiern alle, da sie glauben, dass Grendel besiegt ist; außerdem wird der Arm an einem Seil im Burghof hoch aufgehängt, woraufhin die Belagerer der Burg glauben, dass das Ungeheuer tot sei, und abziehen. Kyra kommt in das Zimmer von Beowulf und „belohnt“ diesen für seine Tat. Sie gesteht ihm, dass sie ihren ehemaligen Ehemann tötete, als dieser zum wiederholten Male unter Alkoholeinfluss zudringlich wurde. Beowulf erzählt ihr, dass sein Vater Baal sei, („der Gott der Dunkelheit, der Herr der Lügen“), wodurch seine enormen Kräfte sowie seine schnelle Regenerationsfähigkeit erklärt werden.
Während Kyra sich bei Beowulf aufhält, werden alle anderen Bewohner der Burg durch Grendels Mutter (und eventuell auch durch Grendel) getötet. Beowulf tötet zuerst Grendel mittels Schwert und dann seine Mutter mittels einer Fackel, nachdem sich diese in ein monströses Ungeheuer verwandelt hat (das möglicherweise die Reinform des uralten Wesens darstellen soll).
Kyra und Beowulf fliehen aus dem explodierenden Schloss und sind die beiden einzigen Überlebenden. Zum Schluss will Kyra bei Beowulf bleiben, doch dieser warnt Kyra, „dass es bei ihm nicht sicher sei.“ Daraufhin antwortet diese, „das Risiko gehe sie ein.“

## Unterschiede zur Heldensage
- Im Heldengedicht wird Grendels Mutter als hässliche Meerhexe beschrieben, während sie im Film als verführerische junge Frau dargestellt wird
- Beowulfs 14 Gefährten kommen nicht vor
- Es behandelt nur den ersten Teil der Sage
- In der Sage ist Hrothgar nicht der Vater von Grendel
- In der Sage ist Beowulf nicht der Sohn von Baal

## Trivia
Der Film wird von Threshold Entertainment und Lawrence Kasanoff produziert, der zuvor schon den Mortal Kombat Film produziert hat, in dem ebenfalls Christopher Lambert mitspielt. Das Intro ist schon fast eine Kopie vom Mortal Kombats, mit dem "Logo", dem Schriftzug und der Technomusik. Ursprünglich war dem Projekt ein Budget von 25 Mio.$ zugesprochen worden. Doch laut Aussagen von Lambert wurden nur 3,5 Mio.$ zugesichert. In Deutschland wurde der Film ab dem 15. November 2000 auf VHS vermarktet.

## Kritiken
Danél Griffin (Film as Art) schrieb, dass der Film „es verstehe, dass gewisse Einschnitte an den Charakteren vorgenommen werden müssen, um ein besseres Kinoerlebnis zu erreichen; und dass es Momente gebe […], während denen eine tiefe Verbundenheit mit der Originalsage erkennbar ist sowie ein gutes Verständnis ihrer Ideen.“
„Gleichwohl gibt es andere Momente, welche so absurd und ausgefallen erscheinen, dass wir uns fragen, ob die Drehbuchautoren Mark Leahy und David Chappe die Sage überhaupt gelesen haben“.
Griffin fügte noch hinzu, dass „Lambert sicherlich wirkungsvoll ist, doch der Film trotz aller intelligenten Ideen unglücklicherweise bestenfalls als mittelmäßig einzustufen sei. Das Design des Sets sowie manche Elemente der überarbeiteten Handlung sind gewaltig, doch der Gesamteindruck zeugt eher von dürftigem Kino“.

„Der Versuch eines Ritterepos mit Techno-Anklängen, in Anlehnung an die älteste westgermanische Heldendichtung, überliefert aus dem achten Jahrhundert. Der Film geht mit derart epischem Ernst zu Werke, dass ihm jeder Anflug von Humor und Ironie ausgetrieben wird.“

„Bizarre Wunderwaffen, pralle Dekolletees, lässige Sprüche: sehr frei nach der altenglischen Beowulf-Sage aus dem achten Jahrhundert fährt die in Rumänien gedrehte Billigproduktion so ziemlich alles auf, was Trashfreunden Spaß bringt. – Gespensterhatz im Kettenhemd.“